# Bairdiella batabana
Bairdiella batabana es una especie de pez de la familia Sciaenidae en el orden de los Perciformes.

## Morfología
• Los machos pueden llegar alcanzar los 25 cm de longitud total.

## Alimentación
Come principalmente crustáceos.

## Hábitat
Es un pez de mar de clima tropical y asociado a los  arrecifes de coral que vive entre 3-10 m de profundidad.

## Distribución geográfica
Se encuentra en el Océano Atlántico occidental: el sur de Florida, la Bahía de Campeche, las Grandes Antillas y las Islas Vírgenes.

## Observaciones
Es inofensivo para los humanos.